# Andrés Felipe Alfonso Ciprían
Andrés Felipe Alfonso (Bogotá, Cundinamarca, Colombia; 1 de febrero de 2005) es un futbolista colombiano. Juega como lateral derecho y actualmente milita en el Independiente Medellín de la Categoría Primera A.

## Clubes
| Club                   | País     | Año           |
| ---------------------- | -------- | ------------- |
| Independiente Medellín | Colombia | 2022-presente |